# Čierna lávka
Čierna lávka (polsky Czarna Ławka, maďarsky Fekete-hágó, německy Schwarzer Pass, 1968 m n. m.) je sedlo v hlavním hřebeni Vysokých Tater. Nachází se mezi Čiernou Kotolnicou v hřebeni Kotolnice a Nižným kostúrem. Čierna lávka není nejnižším místem v hřebeni Liptovských múrov. Níže (v nadmořské výšce 1950 m n. m.) leží ještě Nižná Čierna lávka nacházející se západně od Čierné lávky na druhé straně Čierné Kotolnice.
Přechod přes sedlo z Doliny Pięciu Stawów Polskich do Temnosmrečinské doliny byl horalům znám již dávno. Nevíme, kdo sem vystoupil jako první. Je možné, že již roku 1792 tudy prošel Baltazar Hacquet se svými druhy. Zaznamenaný je přechod 26. července 1893, který uskutečnil Leopold Świerza.

## Přístup
Do sedla nevede žádná turistická cesta, tudíž je přístupné pouze v doprovodu horského vůdce.